# Burmannia
Burmannia är ett släkte av enhjärtbladiga växter. Burmannia ingår i familjen Burmanniaceae.

## Arter
Följande 56 arter listas hos Catalogue of Life:
- Burmannia alba
- Burmannia aprica
- Burmannia australis
- Burmannia bicolor
- Burmannia bifaria
- Burmannia biflora
- Burmannia candelabrum
- Burmannia candida
- Burmannia capitata
- Burmannia championii
- Burmannia chinensis
- Burmannia cochinchinensis
- Burmannia coelestis
- Burmannia compacta
- Burmannia connata
- Burmannia cryptopetala
- Burmannia damazii
- Burmannia dasyantha
- Burmannia disticha
- Burmannia engganensis
- Burmannia filamentosa
- Burmannia flava
- Burmannia foliosa
- Burmannia geelvinkiana
- Burmannia gracilis
- Burmannia grandiflora
- Burmannia hexaptera
- Burmannia indica
- Burmannia itoana
- Burmannia jonkeri
- Burmannia juncea
- Burmannia kalbreyeri
- Burmannia larseniana
- Burmannia latialata
- Burmannia ledermannii
- Burmannia longifolia
- Burmannia luteoalba
- Burmannia lutescens
- Burmannia madagascariensis
- Burmannia malasica
- Burmannia micropetala
- Burmannia nepalensis
- Burmannia oblonga
- Burmannia polygaloides
- Burmannia pusilla
- Burmannia sanariapoana
- Burmannia sphagnoides
- Burmannia steenisii
- Burmannia stricta
- Burmannia stuebelii
- Burmannia subcoelestis
- Burmannia tenella
- Burmannia tenera
- Burmannia tisserantii
- Burmannia vaupesiana
- Burmannia wallichii